# Buren (Frise)
Pour les articles homonymes, voir Buren.
Buren est un village situé dans la commune néerlandaise d'Ameland, sur l'île du même nom, faisant partie de la province de la Frise. Le 1er janvier 2004, le village comptait 670 habitants.